# Basiaeschna janata
Basiaeschna janata là loài chuồn chuồn trong họ Aeshnidae. Loài này được Say mô tả khoa học đầu tiên năm 1840.

## Hình ảnh

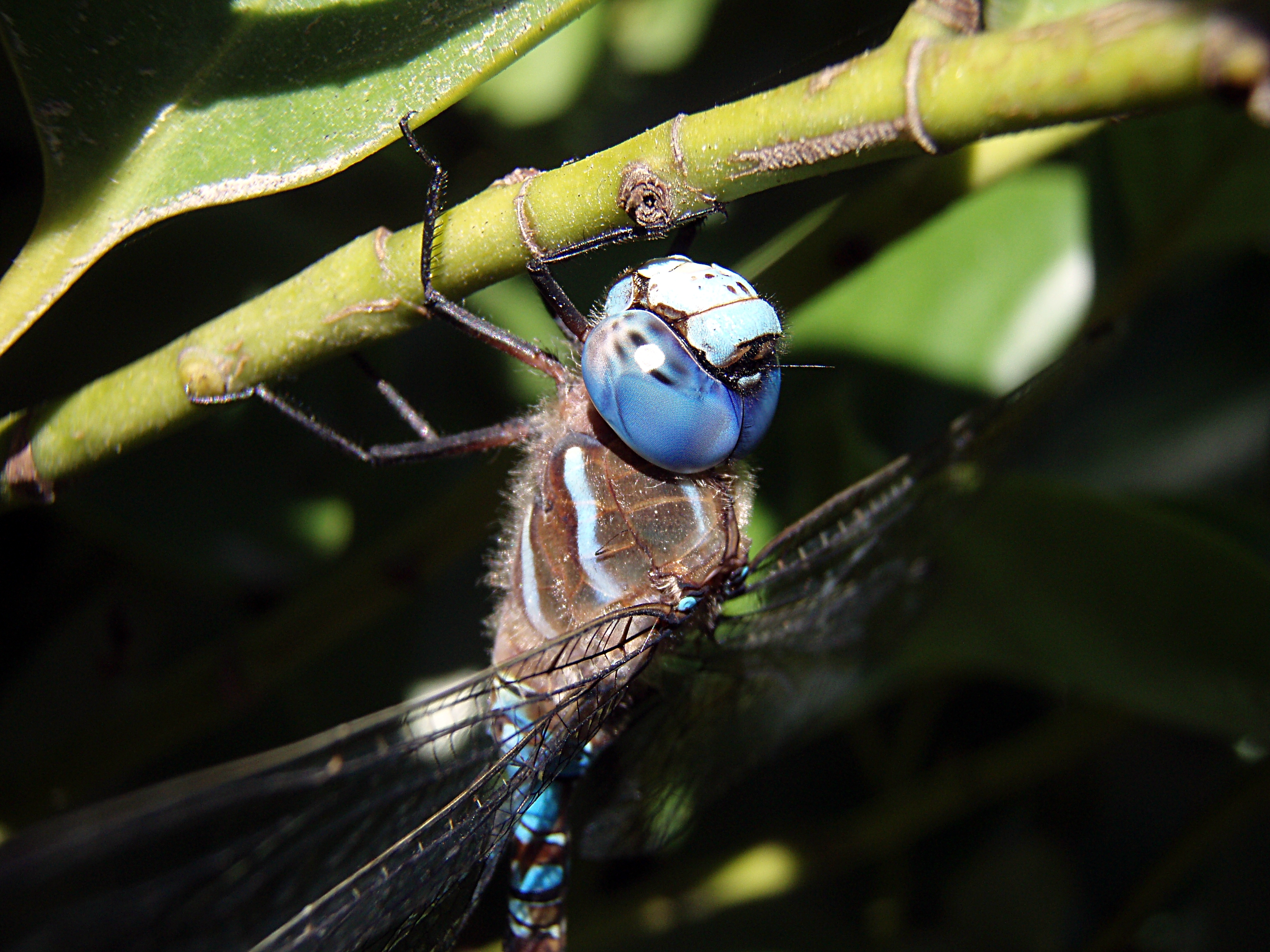
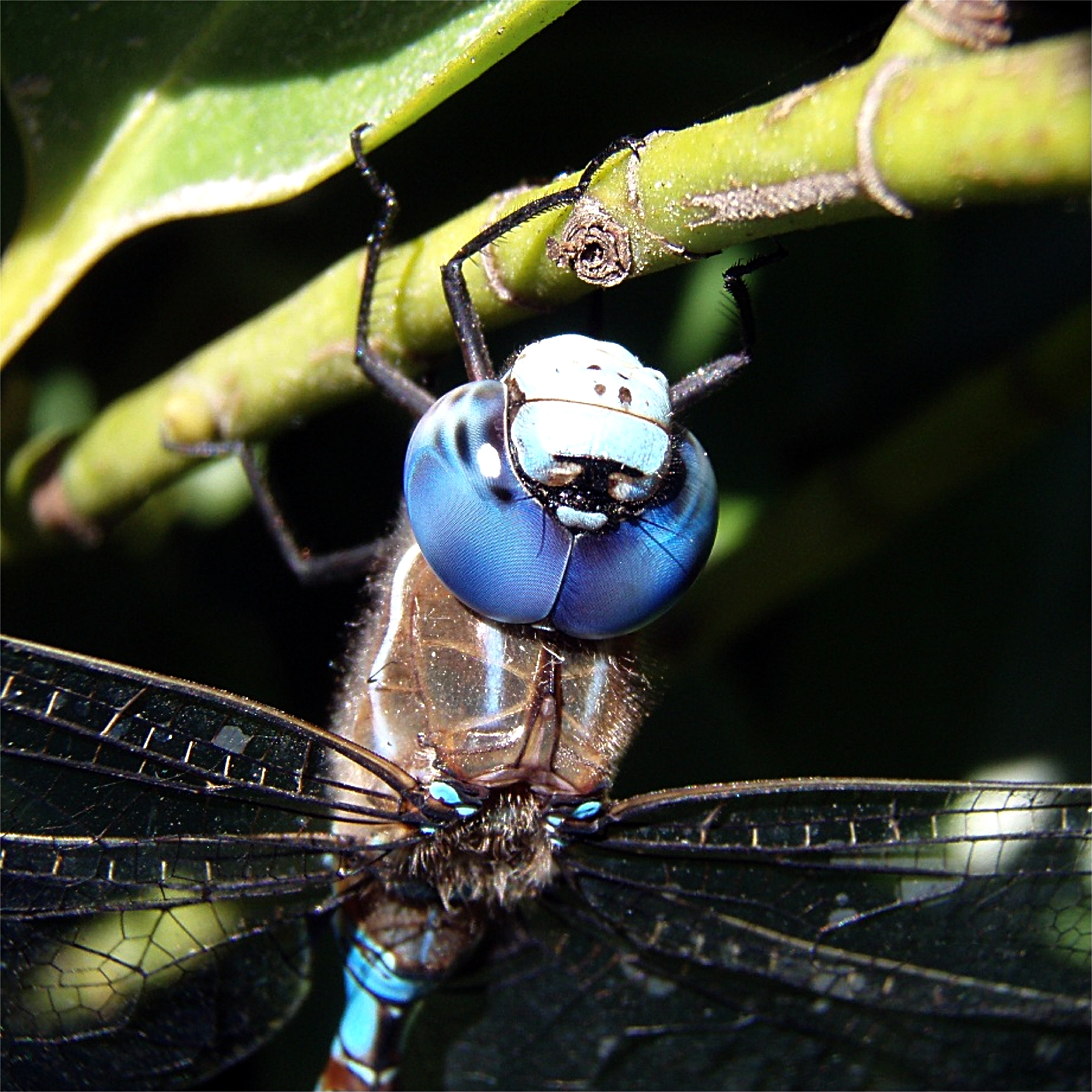
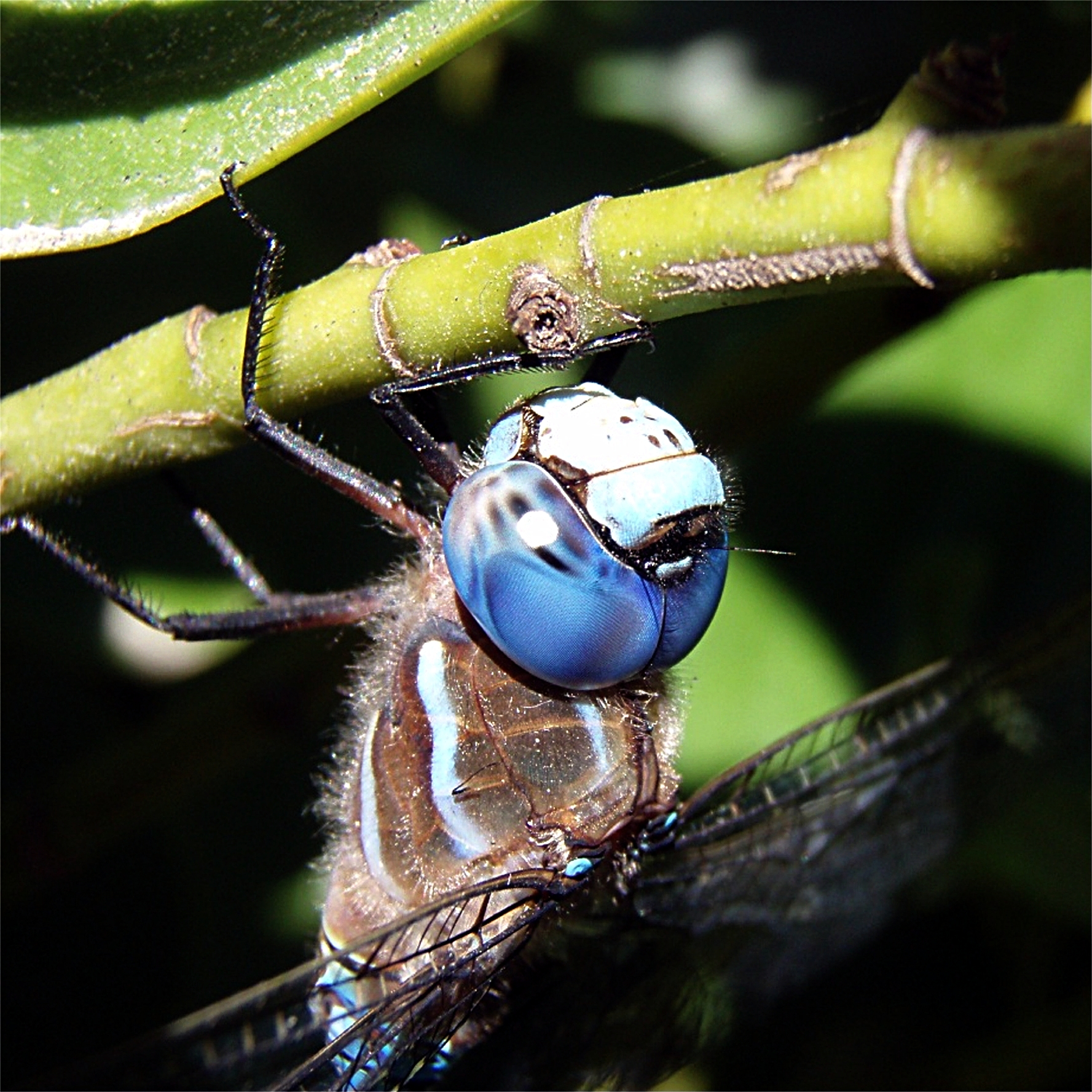
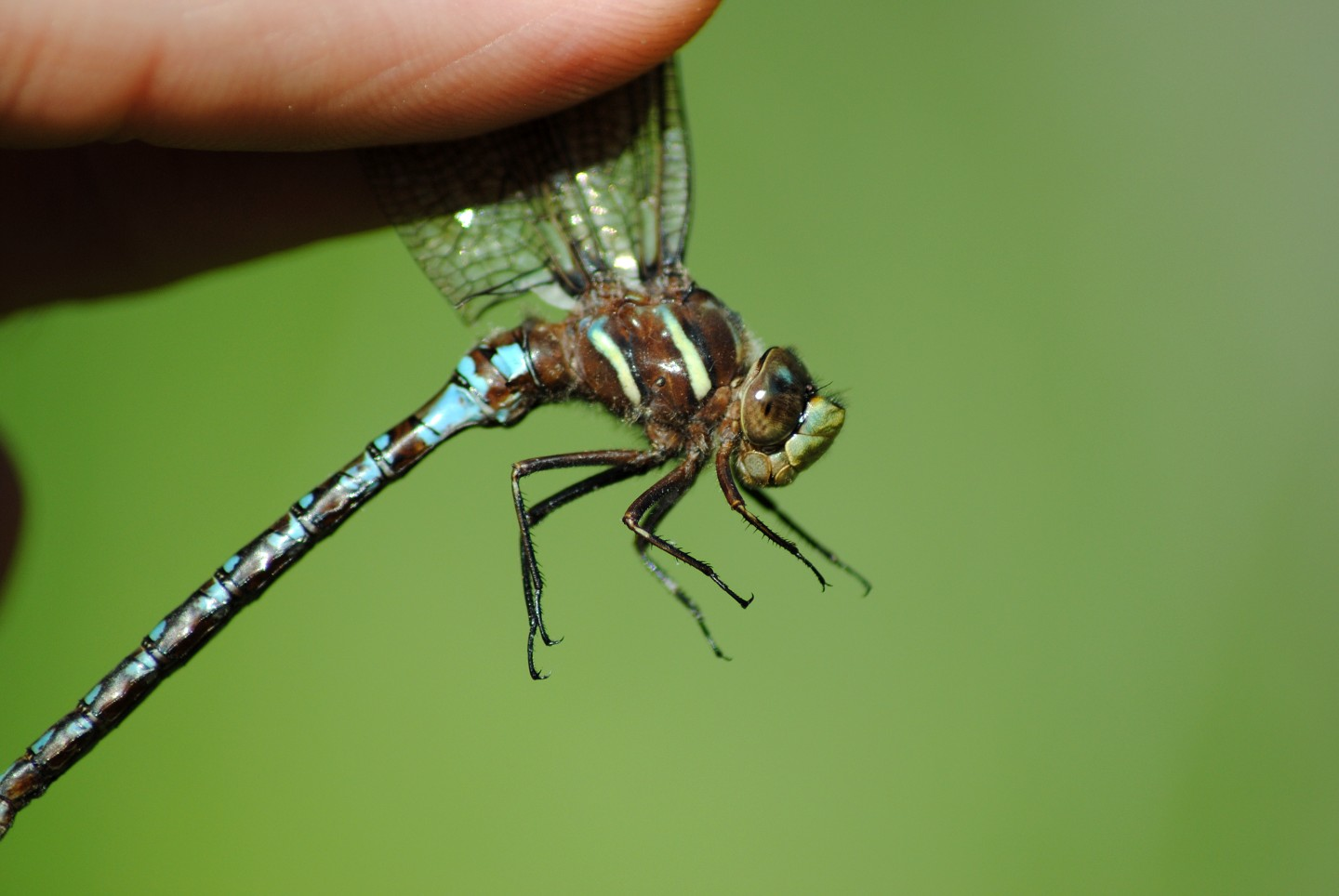